# Armigeres confusus
Armigeres confusus är en tvåvingeart som beskrevs av Edwards 1915. Armigeres confusus ingår i släktet Armigeres och familjen stickmyggor. Inga underarter finns listade i Catalogue of Life.